# Muriel Day
Muriel Day, née le 11 janvier 1942 à Newtownards, est une chanteuse britannique nord-irlandaise.
Elle est connue pour avoir représenté l'Irlande au Concours Eurovision de la chanson 1969 à Madrid avec la chanson The Wages of Love.